# Edmond-Louis-Alexis Dubois-Crancé
Pour les articles homonymes, voir Dubois.
Edmond-Louis-Alexis Dubois de Crancé (ou Dubois-Crancé)  est un homme politique français, général de brigade de la Révolution française, né à Charleville le 14 octobre 1747 et mort à Rethel le 28 juin 1814.

## Biographie

### Origine et début de carrière militaire
Dubois de Crancé est issu d'une famille de la bourgeoisie champenoise (malgré des charges conférant la qualité personnelle d'écuyer), traditionnellement engagée dans l'armée du roi ; son père est notamment gouverneur de Châlons-sur-Marne. Il est né à Charleville le 14 octobre 1747. 
Il est tout d'abord engagé comme mousquetaire du roi à l'âge de quatorze ans, avec dispense d'âge. En 1775 sa compagnie est licenciée, ce qui le contraint à se retirer à Châlons-sur-Marne puis à Balham.
Il siège à l'Assemblée provinciale de Champagne, tenue en novembre et décembre 1787 à Châlons, comme député des campagnes pour le Tiers état, bien qu'il y soit qualifié d'« écuyer, seigneur de Balham sur Aisne »

### Député à la Constituante

#### Un patriote partisan de la conscription nationale

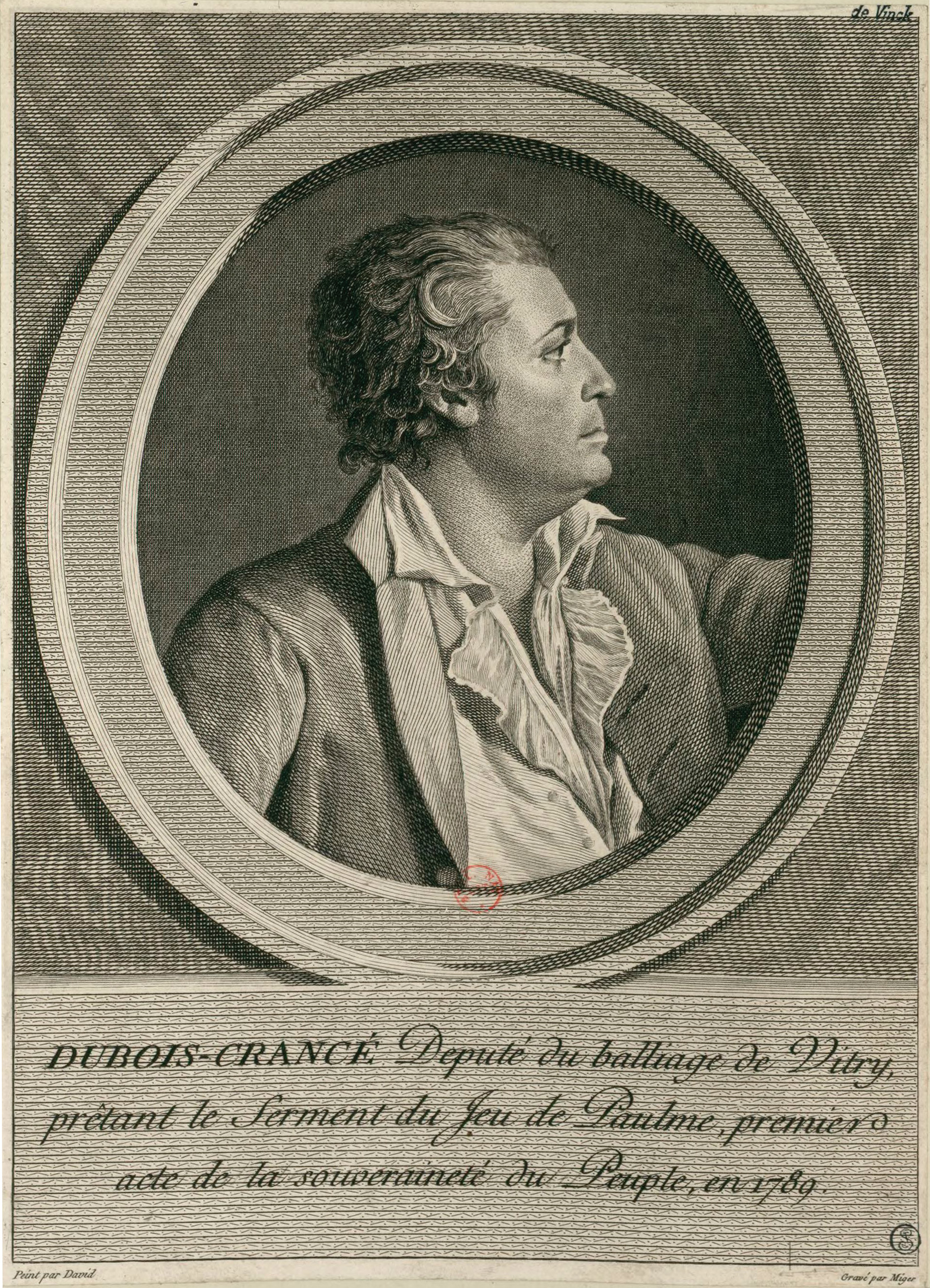
Dubois de Crancé, député du bailliage de Vitry, prêtant le serment du Jeu de paume.
Gravure de Simon-Charles Miger d'après David, 1791.

Son éloquence le fait élire député du tiers état de Vitry-le-François aux États généraux de 1789. Patriote avancé, il prête le serment du Jeu de paume, puis entre dans les différents comités de l'Assemblée nationale constituante, le comité des subsistances, celui des finances et enfin celui de l'armée.
En décembre 1789, il prononce un rapport dans lequel il constate le désordre des armées et prône le service militaire obligatoire : « Il faut une conscription vraiment nationale… Il faut que chaque homme, dès que la patrie sera en danger, soit prêt à marcher […] J’établis pour axiome qu’en France tout citoyen doit être soldat et tout soldat citoyen, ou nous n’aurons jamais de constitution. »  En cela il soutient le principe d'armée nationale émis par certains philosophes des Lumières.

#### Le jacobin
Après les journées d'octobre 1789 qui voient le transfert de la Constituante à Paris, Gourdan trouve à louer la bibliothèque des Jacobins de la rue Saint-Honoré pour le nouveau club qui prend dès lors le nom de Société de la Révolution puis de la Société des Amis de la Constitution avec Isaac Le Chapelier comme premier président et Dubois-Crancé comme secrétaire. À partir de là, l'histoire du Club breton se confond avec celle des Jacobins à ceci près que lorsque les députés bretons ont besoin de discuter d'affaires propres à leur province, ils se réunissent alors au bureau 24 de la salle du Manège.

### Sous la Législative
Les constituants ne pouvant légalement être membres de l'Assemblée législative, il reprend du service et devient adjudant-général, aide de camp du général Wimpffen puis du prince de Hesse. En mai 1792, le ministre de la Guerre Servan le charge de surveiller les troubles royalistes du Midi. Dans un rapport à l'assemblée il s'en prend à la négligence de la défense de Perpignan par l'ancien ministre Narbonne, qu'il qualifie de traître.
Dans le même temps Dubois-Crancé publie Le Véritable Portrait de nos législateurs ou galerie des tableaux exposés à la vue du public du 5 mai 1789 jusqu'au 1er octobre 1791, une série de biographies des constituants dans laquelle il fait notamment l'éloge mesuré de Robespierre, homme sincère de principe certes, mais un peu dogmatique à ses yeux. Il s'y montre nettement plus favorable à Pétion ; celui-ci ayant été membre actif de la société des amis des Noirs, il en tire profit pour clamer sa philosophie antiesclavagiste. Il  se montre très violent à l'encontre de Barnave, qu'il accuse d'avoir causé les troubles de la colonie en révoquant le 24 septembre 1791 le décret du 15 mai, et de Lafayette qui le même jour trahit les mulâtres en s'absentant de l'assemblée.

### La Convention

#### Mission dans le Midi
Dubois-Crancé est élu député à la Convention nationale par les départements des Ardennes, de l'Isère, du Var et premier suppléant du département des Bouches-du-Rhône. Il opte pour son département natal et siège aux côtés des Montagnards. Promu adjudant-général colonel, il devient aussitôt commissaire à l’armée du Midi avec ses collègues Lacombe-Saint-Michel, officier d'artillerie, et Gasparin, capitaine d'infanterie, notamment en vue de faire exécuter le décret prononçant la destitution du général Montesquieu, et pourvoir à tous les remplacements nécessaires. Il s'y fait remarquer par l'exaltation de ses opinions démocratiques. 
Il est ensuite envoyé en mission auprès de l'armée du Nord en compagnie de Danton.

#### Le procès de Louis XVI
Le 9 décembre 1792 il fait partie de la délégation chargée d'annoncer à Louis XVI qu'il était autorisé à se choisir un défenseur. Il prend position pour que la Convention nationale juge le roi. Lors du procès du roi, il vote la mort sans appel au peuple ni sursis.  

#### Au Comité de Défense générale
Dubois-Crancé est élu président de l'assemblée le 21 février 1793, après deux tours de scrutin contre Gensonné, le candidat de la Gironde. 
Le 26 mars 1793, il est élu parmi les vingt-cinq membres du Comité de défense générale, organe transformé en Comité de salut public le décret du 6 avril. Il inspire les mesures qui donnèrent plus de cohésion aux armées républicaines, en particulier l’amalgame (loi du 21 février 1793). Il fait décréter que désormais les soldats de l'armée républicaine auraient la même paye, le même uniforme, la même discipline et les mêmes règles concernant le recrutement et la promotion des officiers. Merlino, son ancien collègue du Comité de défense générale, compléta ultérieurement sa réforme par la mise en place de l'embrigadement consistant à fondre dans une même unité deux bataillons de volontaires avec un bataillon de ligne. Il vote contre la mise en accusation de Marat mais, en mission auprès de l'armée des Alpes, ne vote pas au scrutin sur le rétablissement de la Commission des Douze.

#### Le siège de Lyon
Barère, qui ne l'aime pas, parvient à éloigner Dubois-Crancé au printemps 1793, en le faisant nommer commissaire à l'armée des Alpes. Il est promu général de brigade le 8 mars 1793. C'est ainsi lui qui dirige le siège de Lyon en compagnie de son collègue Gauthier des Orcières et du général Kellermann. Le 7 août 1793, il adresse une proclamation aux révoltés lyonnais leur promettant la vie sauve en échange de la reddition immédiate. Les Lyonnais répliquent en mettant sa tête à prix.
La lenteur du siège et l'attitude prudente de Dubois-Crancé le font soupçonner de modérantisme par les Jacobins et notamment par Couthon, l'ami de Robespierre envoyé en mission dans la cité rhodanienne. Lorsque le commandant rebelle Précy et ses lieutenants parviennent à s'échapper, il est accusé d'avoir facilité leur fuite. Et en effet, il semblerait que les fédéralistes se soient échappés par une porte gardée par la colonne commandée par Dubois-Crancé.
Le 12 octobre 1793, le Comité de Salut public le décrète d'arrestation. Il parvient cependant à se justifier dès le 19 et est blanchi par la Convention grâce à l'intervention de Merlin de Thionville.

#### Intrigues politiques et mission dans l'Ouest
Dubois-Crancé reprend alors sa place au Comité de la Guerre dont il est le président. Le 12 décembre 1793, lorsque les dantonistes Bourdon de l'Oise et Merlin de Thionville demandent le renouvellement du Comité de Salut public, il est un de leurs candidats à la succession des commissaires sortants mais la manœuvre échoue, compromettant encore plus Dubois-Crancé auprès de Robespierre.
Cela ne l'empêche pas de repartir en mission dans l'Ouest afin d'accélérer l'embrigadement des troupes. Il organise plusieurs cérémonies d'amalgame réunissant des anciens soldats royaux, des volontaires, des requis, mais aussi la population. Il donne également de sa personne dans la lutte contre la chouannerie, combattant à Nantes, Rennes et Brest pendant le printemps 1794.

#### La lutte de Thermidor
Malgré ses états de service, Dubois-Crancé est en conflit larvé avec Robespierre, Barère et Couthon. Ce dernier, avec Robespierre, qui ne lui pardonnent pas sa conduite à Lyon, le font exclure du club des Jacobins le 11 juillet 1794. Le Comité de Salut Public le rappelle le 26 messidor an II (14 juillet 1794) alors qu'il se trouve à Saint-Malo, et arrive à Paris le 6 thermidor (24 juillet). C'est par deux fois, vers la fin de messidor et lors de la séance du 7 thermidor, où la tension est à son comble entre les membres, que Couthon propose au Comité de Salut Public un décret d'arrestation contre Dubois-Crancé. Ses deux motions sont repoussées.
Plutôt que de se laisser déférer devant le Tribunal révolutionnaire, il décide de se présenter à la barre de la Convention le 7 thermidor, 25 juillet 1794. Se défendant de son action à Lyon, il prétend que Robespierre, étant absent du Comité, s'est laissé trompé sur son activité et qu'il reconnaîtra bientôt sa méprise. Il demande également un débat contradictoire qui est repoussé au 10 Thermidor par la Convention Nationale. 
Le surlendemain a lieu le 9 thermidor et la chute de Robespierre. Dans la matinée du même jour, Couthon propose une troisième fois, dans une séance plénière des deux Comités, un décret d'arrestation contre Dubois-Crancé, mais la séance est levée sans qu'aucune décision n'ait été prise. Après la mise en arrestation de Robespierre par la Convention, il est mis hors la loi par la Commune insurrectionnelle de Paris qui s'est rebellée. La mort de l'Incorruptible et de ses amis le sauvegarde d'une mise aux arrêts. Il est réintégré par les Jacobins dès le 15 thermidor (2 août 1794).

#### La Convention thermidorienne
De retour au Comité militaire après thermidor, Dubois-Crancé fait rendre une loi sur l'embrigadement. Le 7 décembre 1794, il entre au Comité de Salut public où il prend en charge avec Carnot les affaires militaires. Il reste cinq mois au Comité avant d'être remplacé le 4 avril 1795, par le royaliste Aubry. 
Il s'occupe ensuite des questions agricoles et financières avant de devenir après l'insurrection royaliste du 13 vendémiaire membre de la commission des Cinq chargée de maintenir l'ordre dans la capitale.

### Fonctions sous leDirectoire
Il est élu aux Élections législatives de 1795, Député de la Mayenne au Conseil des Cinq-Cents.
Député du Var au Conseil des Cinq-Cents, Dubois-Crancé siège peu et devint inspecteur général de l'armée du Rhin. Il garde néanmoins ses opinions jacobines et n'hésite pas à déclarer que l'on a eu tort de supprimer la loi sur le maximum ; il prend également la parole pour défendre les principes révolutionnaires face à la réaction. Aux élections législatives de 1797 il n'est pas réélu et abandonne ainsi provisoirement la vie politique.
Ministre de la Guerre du 14 septembre 1799 au 10 novembre de la même année, il fait adopter plusieurs projets pour l'organisation générale de l'armée, l'embrigadement des troupes et la formation de l'infanterie légère. Le 18 brumaire, il condamne le coup d'état mais exonère Bonaparte. Le lendemain, il est remplacé au ministère de la guerre par Louis-Alexandre Berthier.

### Retraite

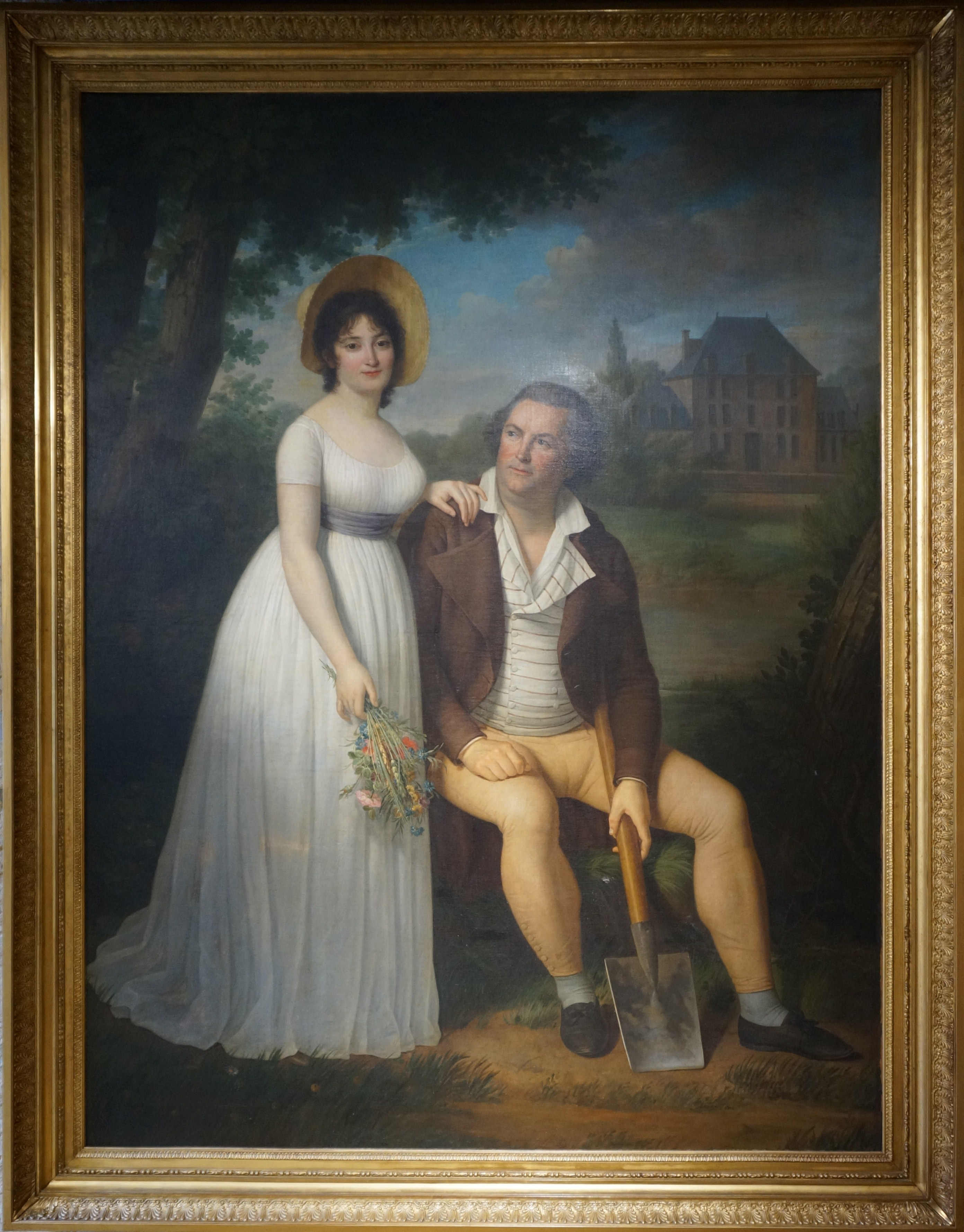
Dubois-Crancé à Balham avec son épouse par Jean-Baptiste Couvelet, conservé au Musée de l'Ardenne.

Après son remplacement au ministère de la guerre, Dubois-Crancé met un terme à sa carrière politique. Il quitte alors l'armée et se retire à Balham, dont il devient le maire. Il engage son argent personnel afin de payer l'entretien du canal, aménager la route ainsi que la pompe à incendie de l'église. Il ouvre sa bibliothèque, riche de 6 000 volumes, aux paysans du village. Il se consacre à l'organisation de la Société d'agriculture, des arts et du commerce de Mézières et publie plusieurs ouvrages.
Il meurt à Rethel le 28 juin 1814, âgé de 66 ans. Le diocèse refuse l'élévation d'un mausolée voulu par Dubois-Crancé, conventionnel régicide, au motif que cela constituerait une profanation du cimetière. Il ne trouve une sépulture honorable qu'en 1849, sous la Seconde République.
Dubois-Crancé est demeuré sans postérité, mais sa famille est toujours représentée par les branches Dubois de Gennes, du Bois de Saran et Dubois de Fresnoy, demeurées bourgeoises.

## Source
- « Edmond-Louis-Alexis Dubois-Crancé », dans Charles Mullié, Biographie des célébrités militaires des armées de terre et de mer de 1789 à 1850, 1852 [détail de l’édition]
- « Edmond-Louis-Alexis Dubois-Crancé », dans Adolphe Robert et Gaston Cougny, Dictionnaire des parlementaires français, Edgar Bourloton, 1889-1891 [détail de l’édition]
- Théodore Iung, L'Armée et la Révolution : Dubois-Crancé (Edmond-Louis-Alexis) mousquetaire, constituant, conventionnel, général de division, ministre de la guerre (1747-1814), G. Charpentier et Cie, Paris, 1884
- Gustave Laurent, Figures révolutionnaires champenoises, première série [seule parue], Reims, 1923
- Jean-Paul Bertaud, « Dubois-Crancé » dans Albert Soboul (dir.), Dictionnaire historique de la Révolution française, collection Quadridge, PUF, Paris, 1989
- « Dubois Crancé (Edmond-Louis) » dans Edna Le May (dir.), Dictionnaire des constituants, 1789-1791, Paris, Centre d'Études d'histoire du XVIIIe siècle, 1991, 2 vol, tome 1
- Sergio Luzzatto, Mémoire de la Terreur, Presses Universitaires, Lyon, 1991
- Jean-Daniel Piquet, L'émancipation des Noirs dans la Révolution française (1789-1795), Paris, Karthala, 2002
- Annie Crépin, « Analyse de la Révolution Française, suivie du compte rendu de son administration au Ministère de la Guerre », Annales historiques de la Révolution française n°341, juillet-septembre 2005